# Underbara dagar framför oss
Underbara dagar framför oss är en biografi som skildrar den svenske socialdemokratiske politikern och statsministern Olof Palme, och det samhälle som han växte upp och verkade i. Boken är skriven av journalisten Henrik Berggren, som är verksam som redaktör på Dagens Nyheters ledarsida, och gavs ut på Norstedts förlag år 2010.
Boken fick stor uppmärksamhet när den gavs ut. Statsvetaren Ulf Bjereld, som skrev en recension i Göteborgs-Posten, betecknade boken som "en glimrande text om 1900-talets motsättningar och konflikter och Palmes liv och politiska gärning." Författaren Jörn Donner sa i Kulturnytt i Sveriges Radio att "Henrik Berggrens biografi över Olof Palme är på alla sätt tungt vägande. Den väger mycket med sina 657 sidor text, men den är också en intellektuellt stimulerande, samtidigt krävande bok."
Svenska akademien belönade författaren Henrik Berggren med 2011 års Axel Hirschs pris, som enligt statuterna ska tilldelas en "levnadsteckning av högt konstnärligt och kulturhistoriskt värde eller ett betydelsefullt historiskt arbete".